# خوسيه ماريا مونتيليجري
خوسيه ماريا مونتيليجري (بالإسبانية: José María Montealegre Fernández) (و. 1815 – 1887 م) هو سياسي من كوستاريكا ولد في سان خوسيه، كوستاريكا.